# Luascotia
× Luascotia, (abreviado Lscta) en el comercio, es un híbrido intergenérico entre los géneros de orquídeas Ascocentrum × Luisia × Neofinetia. Fue publicado en Orchid Rev. 82(977) cppo: 10 (1974).